# Екстра-ліга (Україна)
Асоціація футзальних клубів України «Екстра-ліга» — футзальна ліга в Україні, яка займається організацією і проведенням чемпіонату України з футзалу в найвищому дивізіоні серед чоловічих команд. Починаючи з сезону 2011/12 років чемпіонат України з футзалу проводить новостворена Екстра-ліга. Першим чемпіоном Екстра-ліги стала львівська «Енергія». Найтитулованішою командою турніру є херсонський «Продексім», який чотири рази здобував золоті нагороди Екстра-ліги.

## Сезони
| Сезон   | Чемпіон                           | 2 місце                           | 3 місце                           | Головний тренер чемпіона          |
| ------- | --------------------------------- | --------------------------------- | --------------------------------- | --------------------------------- |
| 2011-12 | «Енергія»                         | «Локомотив»                       | «Ураган»                          | Станіслав Гончаренко              |
| 2012-13 | «Локомотив»                       | «Ураган»                          | «Енергія»                         | Євген Ривкін                      |
| 2013-14 | «Локомотив» (2)                   | «Енергія»                         | «Ураган»                          | Євген Ривкін (2)                  |
| 2014-15 | «Локомотив» (3)                   | «Спортлідер+»                     | «Енергія»                         | Євген Ривкін (3)                  |
| 2015-16 | «Енергія» (2)                     | «Локомотив»                       | «Продексім»                       | Максим Павленко                   |
| 2016-17 | «Продексім»                       | «Енергія»                         | «Локомотив»                       | Ігор Москвичов                    |
| 2017-18 | «Продексім» (2)                   | «Енергія»                         | «Титан»                           | Карлос Барбоза                    |
| 2018-19 | «Продексім» (3)                   | «Ураган»                          | ХІТ                               | Хаві Родрігес                     |
| 2019-20 | «Продексім» (4)                   | ХІТ                               | «Ураган»                          | Хаві Родрігес (2)                 |
| 2020-21 | «Ураган»                          | «Продексім»                       | «ХІТ»                             | Максим Павленко (2)               |
| 2021-22 | чемпіона та призерів не визначено | чемпіона та призерів не визначено | чемпіона та призерів не визначено | чемпіона та призерів не визначено |
| 2022-23 | ХІТ                               | «Ураган»                          | «Кардинал-Рівнестандарт»          | Олег Лук'яненко                   |
| 2023-24 | ХІТ (2)                           | «Енергія»                         | «Ураган»                          | Олег Лук'яненко (2)               |
| 2024-25 | ХІТ (3)                           | «Aurora»                          | SkyUp Futsal                      | Олег Лук'яненко (3)               |

## Клуби

Горизонтальний варіант логотипу

### Чемпіони
| Клуб        | Титули | Переможні сезони                   |
| ----------- | ------ | ---------------------------------- |
| «Продексім» | 4      | 2016-17, 2017-18, 2018-19, 2019-20 |
| «Локомотив» | 3      | 2012-13, 2013-14, 2014-15          |
| «ХІТ»       | 3      | 2022-23, 2023-24? 2024-25          |
| «Енергія»   | 2      | 2011-12, 2015-16                   |
| «Ураган»    | 1      | 2020-21                            |

## Кращі бомбардири

### Кращі бомбардири за сезонами
| Сезон   | Гравець             | Клуб                     | Голи |
| ------- | ------------------- | ------------------------ | ---- |
| 2011-12 | Максим Павленко     | «Енергія»                | 26   |
| 2012-13 | Богдан Свірідов     | ЛТК                      | 26   |
| 2013-14 | Євген Рогачов       | «Енергія»                | 21   |
| 2014-15 | Дмитро Калуков      | «Спортлідер+»            | 29   |
| 2015-16 | Михайло Грицина     | «Енергія»                | 21   |
| 2015-16 | Михайло Волянюк     | «Продексім»              | 21   |
| 2016-17 | Михайло Грицина (2) | «Енергія»                | 22   |
| 2017-18 | Олександр Педяш     | «Сокіл» (16), ХІТ (10)   | 26   |
| 2018-19 | Артем Фаренюк       | «Ураган»                 | 20   |
| 2019-20 | Даниіл Абакшин      | «Ураган»                 | 17   |
| 2020-21 | Даниіл Абакшин (2)  | «Ураган»                 | 24   |
| 2021-22 | Михайло Волянюк (2) | «Кардинал-Рівнестандарт» | 18*  |
| 2022-23 | Євгеній Жук         | ХІТ                      | 33   |
| 2023-24 | Артем Фаренюк (2)   | «Ураган»                 | 32   |
| 2024-25 | Євгеній Жук (2)     | ХІТ                      | 38   |

- * Чемпіонат достроково завершено

### Найкращі бомбардири Екстра-ліги за всю історію (після завершення сезону 2024/25)
| №  | Гравець              | Голи | Клуби                                                                  |
| -- | -------------------- | ---- | ---------------------------------------------------------------------- |
| 1  | Олександр Педяш      | 178  | «Сокіл» (55), ХІТ (123)                                                |
| 2  | Тарас Кузь           | 174  | ЛТК-ІнБЕВ-НПУ (24) «Енергія» (148), «Ураган» (2)                       |
| 3  | Артем Фаренюк        | 156  | «Кардинал-Рівне» (34), ЛТК-ІнБЕВ-НПУ (7) , «Ураган» (115)              |
| 4  | Михайло Волянюк      | 153  | «Кардинал-Рівне» (92), Єнакієвець (7), «Продексім» (54)                |
| 5  | Сергій Журба         | 138  | «Локомотив» (49), ХІТ (89)                                             |
| 6  | Євгеній Жук          | 137  | ХІТ (137)                                                              |
| 7  | Михайло Зварич       | 122  | «Ураган» (37), «Продексім» (54), «Енергія» (31)                        |
| 8  | Петро Шотурма        | 112  | «Ураган» (63), «Продексім» (38), «Локомотив» (11)                      |
| 9  | Михайло Грицина      | 111  | «Енергія» (74), «Ураган» (37)                                          |
| 10 | Микола Білоцерківець | 108  | «Локомотив» (57), «Продексім» (51)                                     |
| 11 | Даниїл Абакшин       | 104  | «Ураган» (76), ХІТ (28)                                                |
| 12 | Дмитро Калуков       | 101  | «Спортлідер+» (67), «Продексім» (18), Титан-Зоря (10), Де Трейдинг (6) |

## Титульні спонсори
| Термін            | Спонсор   | Бренд                 |
| ----------------- | --------- | --------------------- |
| 2019/20 – 2020/21 | Favbet    | Favbet Екстра-ліга    |
| 2021-2022         | Parimatch | Parimatch Екстра-ліга |
| 2022/23 – 2023/24 | VBET      | VBET Екстра-ліга      |
| 2024/25           | Favbet    | Favbet Екстра-ліга    |